# Boris I de Bulgaria
Boris I de Bulgaria (en búlgaro: Борис I; ¿? - 2 de mayo de 907), también conocido como Boris-Miguel, tras convertirse al cristianismo en 864, fue el rey de Bulgaria desde 852 hasta 889.

## Títulos
La única evidencia de los títulos de Boris está en los sellos e inscripciones encontradas cerca de la ciudad de Ballsh (moderna Albania), y en Monasterio de Varna. Allí es llamado con el título bizantino de "Arconte de Bulgaria", que usualmente se traduce por "gobernante", y en los siglos X y XI también como  "Kniaz" ("кънѧѕь", kъnędzь). En las fuentes búlgaras de este período, Boris I es llamado "Kniaz", y durante el Segundo Imperio Búlgaro, "Zar".
En la historiografía moderna, Boris es conocido por diferentes títulos. La mayoría de historiadores aceptan que cambió de título después de su conversión. De acuerdo con ello, antes del bautismo tenía el título de Han o Kan, y después, el de Kniaz. Según otra teoría, el título de Kniaz fue usado por los gobernantes búlgaros desde el reinado de Asparukh.
Adoptó la religión católica de rito oriental bizantino (en ese tiempo, no existía el cisma católico ortodoxo y la Iglesia de rito oriental estaba en comunión con la sede de Roma), con la finalidad de unir a los búlgaros y eslavos bajo una sola religión, haciendo un sincretismo con las religiones tradicionales de sus pueblos. Los búlgaros creían en Tengri y los eslavos a Perun, cada uno profesaba su religión a su manera en las fechas correspondientes.
En su vejez le pasa el título a su hijo Vladimiro y se convierte en monje adoptando el nombre de Mijail, retirándose de la vida social hasta que el comportamiento de Vladimiro, precisamente su intento de regresar a las creencias religiosas antiguas de forma violenta, lo obligó a retomar las riendas del reino. Cuentan las leyendas que con mano severa, callando su corazón de padre e imponiendo su deber ante la tierna nación búlgara cristiana, castigó a su hijo Vladimiro sacándole los ojos y le pasó el título de zar a su hijo Simeón. El tiempo demostró que el padre, el viejo rey Boris Mijail, había tomado una decisión sabia ya que el rey Simeón I se convirtió en uno de los reyes más grandes y brillantes de la historia.

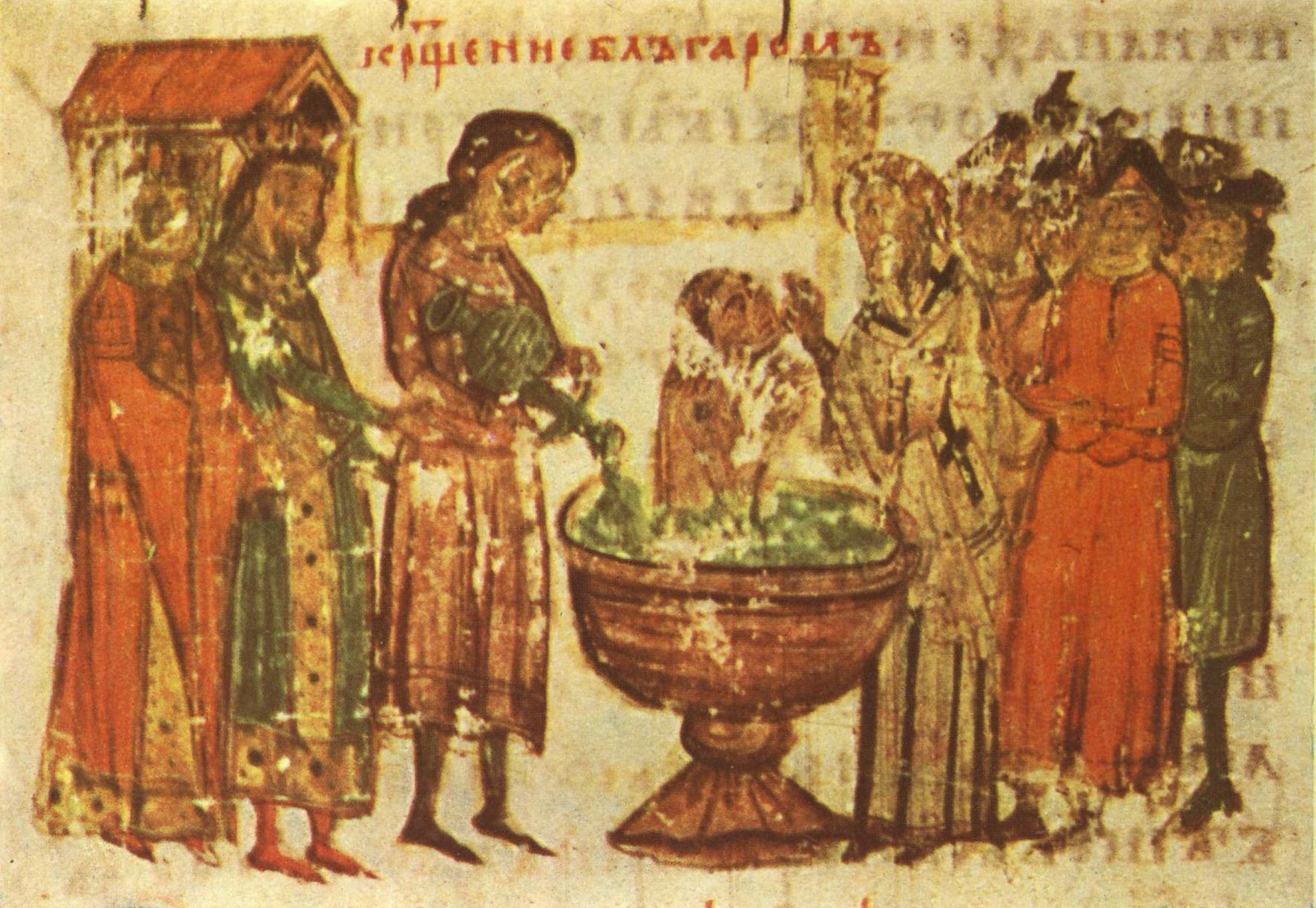
Bautismo de búlgaros en una miniatura de la Crónica de Manasés.

Boris I de Bulgaria es considerado santo en las iglesias ortodoxa y católica, y su fiesta se celebra el 2 de mayo.